# Seymour H. Mauskopf
Seymour Harold Mauskopf (* 11. November 1938 in Cleveland) ist ein US-amerikanischer Chemie- und Wissenschaftshistoriker.
Seymour Mauskopf studierte Chemie und Geschichte an der Cornell University mit dem Bachelor-Abschluss 1960 und an der Princeton University, an der er 1963 seinen Master-Abschluss erhielt und 1966 in Wissenschaftsgeschichte promoviert wurde. 1964 wurde er Instructor in Wissenschaftsgeschichte an der Duke University, 1966 Assistant Professor, 1972 Associate Professor und 1980 Professor.
Er befasste sich mit Geschichte der Chemie im 18. und 19. Jahrhundert, Geschichte der Chemietechnik (speziell Explosivstoffe), Geschichte der Parapsychologie und unkonventioneller Wissenschaftszugänge.
Im Jahr 1998 erhielt Seymour H. Mauskopf den Dexter Award.

## Veröffentlichungen (Auswahl)
- Crystals and Compounds. Molecular Structure and Composition in Nineteenth-Century French Science (= Transactions of the American Philosophical Society. New Series, Band 66, Nr. 3). American Philosophical Society, Philadelphia PA 1976, JSTOR:1006279.
- als Herausgeber: The reception of unconventional science (= American Association for the Advancement of Science. AAAS Selected Symposium. 25). Westview Press, Boulder CO u. a. 1979, ISBN 0-89158-297-5.
- mit Michael R. McVaugh: The Elusive Science. Origins of Experimental Psychical Research. The Johns Hopkins University Press, Baltimore MD 1980, ISBN 0-8018-2331-5.
- Gunpowder and the Chemical Revolution. In: Osiris. Band 4, Nr. 1, 1988, S. 93–118, doi:10.1086/368674.
- als Herausgeber: Chemical sciences in the modern world. University of Pennsylvania Press, Philadelphia PA 1993, ISBN 0-585-11634-2.
- The Chemical Revolution. In: Arne Hessenbruch (Hrsg.): Reader’s Guide to the History of Science. Fitzroy Dearborn, London u. a. 2000, ISBN 1-884964-29-X, S. 127–129.
- Richard Kirwan’s Phlogiston Theory: Its Success and Fate. In: Ambix. Band 49, Nr. 3, 2002, S. 185–205, doi:10.1179/amb.2002.49.3.185.
- Calorimeters and Crushers: The Development of Instruments for Measuring the Behavior of Military Powder. In: Steven A. Walton (Hrsg.): Instrumental in War. Science, Research, and Instruments between Knowledge and the World (= History of Warfare. 28). Brill, Leiden u. a. 2005, ISBN 90-04-14281-9, S. 119–152, doi:10.1163/9789047407034_010.
- Chemistry in the Arsenal: State Regulation and Scientific Methodology of Gunpowder in Eighteenth-Century England and France. In: Brett D. Steele, Tamera Dorland (Hrsg.): The Heirs of Archimedes. Science and the Art of War through the Age of Enlightenment. MIT Press, Cambridge, MA u. a. 2005, ISBN 0-262-19516-X, S. 293–330.
- Pellets, Pebbles and Prisms: British Munitions for larger guns, 1860–1885, In: Brendas J. Buchanan (Hrsg.): Gunpowder, Explosives and the State. A technological history. Ashgate, Aldershot u. a. 2006, ISBN 0-7546-5259-9, S. 303–340.
- als Herausgeber mit Matthew Daniel Eddy, William R. Newman: Chemical Knowledge in the Early Modern World (= Osiris. Serie 2, Band 29). University of Chicago Press, Chicago IL 2014, ISBN 978-0-226-15839-6.